# Muziekspel

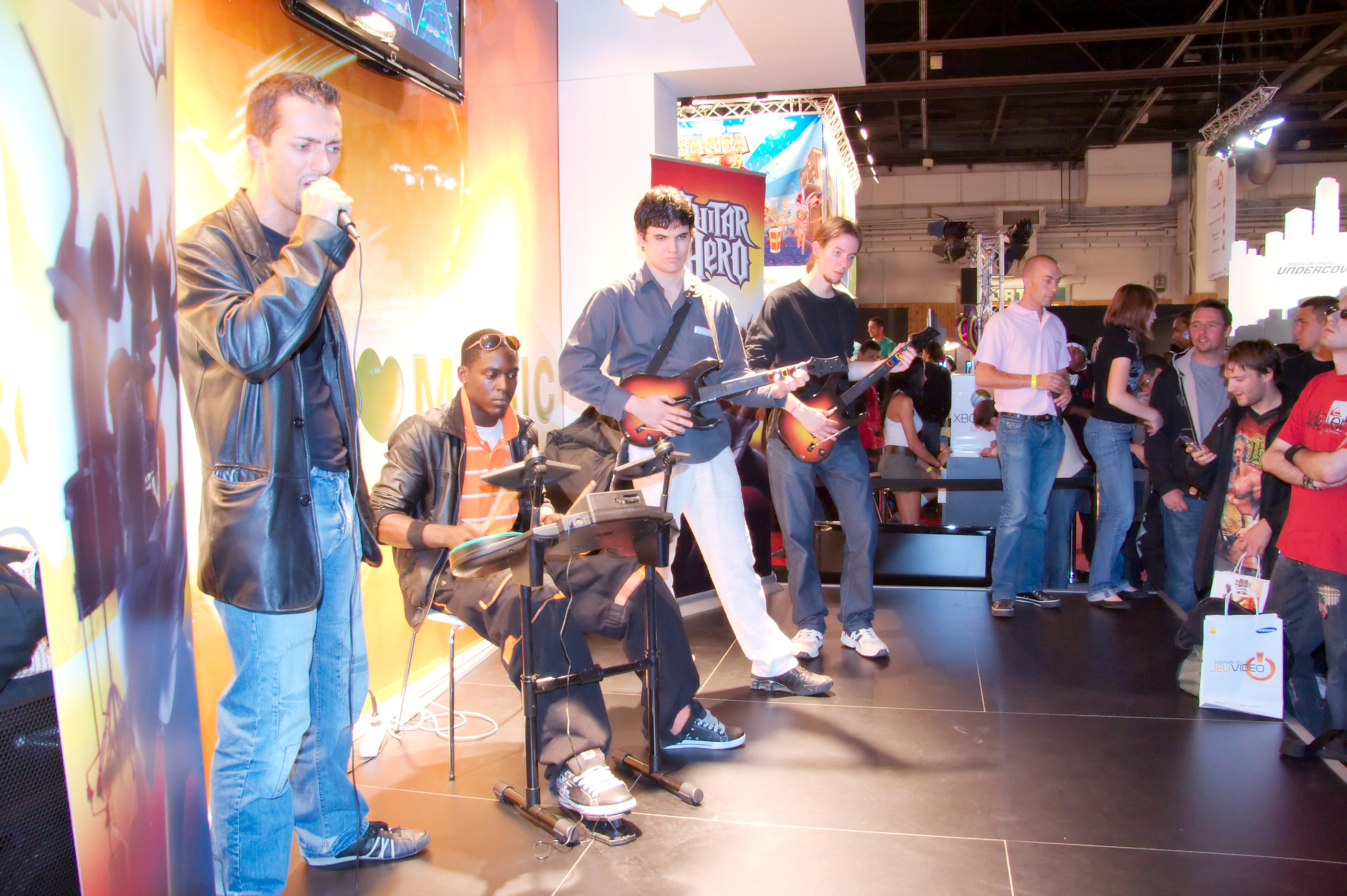
Spelers die het muziekspel Guitar Hero spelen

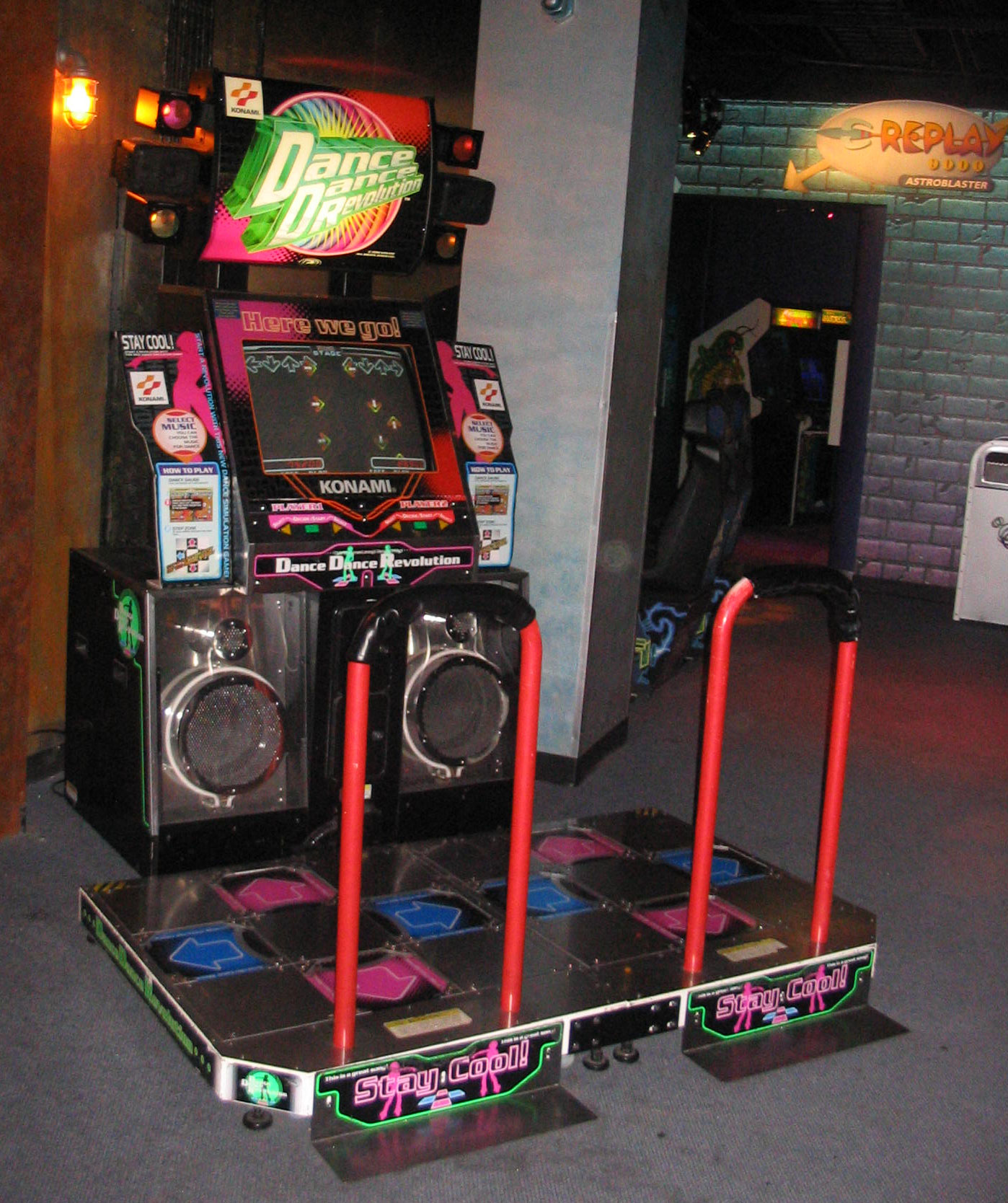
Het dansspel Dance Dance Revolution

Een muziekspel of muziek-computerspel is een verzamelnaam voor alle computerspelgenres waar de spelervaring meestal geheel draait om de interactie van de speler met muziek. Muziekspellen zijn er in diverse vormen en worden vaak gegroepeerd met puzzelspellen vanwege hun gemeenschappelijk gebruik van "ritmische puzzels".
Vaak zijn dit ritmespellen waar de speler muziek moet maken op het ritme van de vooraf opgenomen muziek en op het juiste moment op specifieke knoppen drukt, of zingt in een microfoon. Moet er worden gedanst op een dansmat, dan spreekt men van een computerdansspel. Het genre van muziekspellen overlapt sterk met actiespellen, soms ook met andere genres.
Een muziekspel onderscheidt zich van een puur audiospel in dat het een sterk visueel component bezit en de speler aanwijzingen geeft om door het spel te komen.
Bekende spellen van het genre zijn onder andere Audiosurf, Guitar Hero, Rock Band, Just Dance, PaRappa the Rapper, Dance Dance Revolution, Samba de Amigo, SingStar, Beatmania, Rez, Osu! en Donkey Konga.